# Omphaletis sarcomorpha
Omphaletis sarcomorpha är en fjärilsart som beskrevs av Oswald Beltram Lower 1902. Omphaletis sarcomorpha ingår i släktet Omphaletis och familjen nattflyn. Inga underarter finns listade i Catalogue of Life.